# Lei Dinety
Lei Dinety est une actrice et scénariste française née en 1974[réf. nécessaire].

## Filmographie
- 2000 : Soins et beauté : Alejandra
- 2001 : La Vie sans Vincent
- 2002 : Le Doux Amour des hommes
- 2002 : Alice : Elsa
- 2002 : Premier Janvier
- 2003 : Vodka Lemon (scénariste)
- 2003 : Le Lac et la Rivière : Leanna
- 2003 : La Crim' : Irina Pewski
- 2004 : En ton absence : Léa
- 2005 : J'ai besoin d'air
- 2007 : Suspectes : Carole Lemercier
- 2009 : Section de recherches : Julie Lemoine